# Чусовской Водозабор (микрорайон)
 Чусовской Водозабор  — микрорайон в Орджоникидзевском районе города Перми.

## География
Микрорайон находится в 1 км от левого берега Чусовой.Представляет собой поселок из 5 многоквартирных панельных домов по улице Водозаборная у проходной Чусовского водозабора. Рядом находится небольшой массив частных домов на 5-м Павловском проезде.

## Исторический очерк
Строительство водозабора началось в 1967 году. В 1972 году был построен первый пятиэтажный дом. В 2001-м году построен пятый дом микрорайона на 10 этажей. К началу 2000-х годов в микрорайоне проживало около полутора тысяч жителей. В связи с крайней оторванностью микрорайона от города, в том числе от основного массива Орджоникидзевского района, жители микрорайона испытывают многочисленные неудобства (в микрорайоне нет  школы, но есть детский сад.).

## Улицы
До микрорайона ведет улица Фрунзе, переходя у его границ в улицу Водозаборную. Перпендикулярно ей проходит 1-й Павловский проезд, немного севернее проходит 5-й Павловский проезд.

## Транспорт
Микрорайон связан с другими микрорайонами города 1 автобусным маршрутом:
- 48 Чусовской водозабор - М-н Январский (с заездом на Кислотные Дачи)

## Инфраструктура
Комплекс сооружений Чусовского водозабора предприятия Новогор-Прикамье.